# Pierre Dell’Oste
Pierre Dell’Oste (* 6. Oktober 1947 in Codognan) ist ein ehemaliger französischer Fußballspieler.
1967 wechselte Dell’Oste zur AS Monaco und in die erste Liga. Dort erzielte er als 20-Jähriger gleich zehn Saisontore in der ersten Liga. Mit 19 Toren in der Zweitligasaison 1970/71 hatte er wesentlichen Anteil am Wiederaufstieg der Monegassen nach ihrem zwischenzeitlichen Abstieg. Im folgenden Winter verließ er den Verein aber Richtung Olympique Nîmes, mit welchem er Vizemeister wurde. Nach seinem Wechsel zum Stade Rennes spielte er meist im offensiven Mittelfeld oder als hängende Spitze. 1975 stieg er mit dem Klub ab und hatte im folgenden Jahr Anteil am direkten Wiederaufstieg. Daraufhin kehrte er zu seinem Ex-Verein Montpellier zurück. Der Klub hatte seinen Namen geändert und spielte mittlerweile in der dritten Liga. 1977 wechselte er zum Zweitligisten AC Arles und beendete dort 1979 seine Karriere.